# Ternat (Haute-Marne)
Ternat település Franciaországban, Haute-Marne megyében. Lakosainak száma 60 fő (2022. január 1.). Ternat Bugnières, Giey-sur-Aujon, Marac, Ormancey, Saint-Loup-sur-Aujon és Vauxbons községekkel határos.

## Népesség
A település népessége az elmúlt években az alábbi módon változott:
| Lakosok száma | 71   | 43   | 40   | 52   | 55   | 60   | 63   | 64   | 62   | 60   |
|               | 1968 | 1982 | 1990 | 2006 | 2013 | 2015 | 2017 | 2019 | 2020 | 2022 |